# Dimitris Frangopulos
Dimitris Frangopulos, gr. Δημήτρης Φραγκόπουλος – grecki tenisista, uczestnik letnich Igrzyskach Olimpijskich w 1896 w Atenach.
Frangopulos przegrał w pierwszej rundzie tenisowego turnieju singlowego z Momcsilló Tapaviczą (Węgry). Dało mu to ósme miejsce ex aequo z pięcioma innymi graczami na trzynastu startujących. Nie brał udziału w turnieju deblowym.